# Canzano
Canzano ist eine Gemeinde mit 1769 Einwohnern und liegt in der Nähe von Castellalto und Basciano in der italienischen Provinz Teramo. Die Ortschaft ist Mitglied der Comunità Montana del Vomano, Fino e Piomba.

## Geografie
Zu den Ortsteilen (Fraktionen) zählen Piano di Corte, Piano Vomano, San Martino, Santa Lucia, Santa Maria, Sodere und Valle Canzano.
Die Nachbargemeinden sind Castellalto, Cermignano und Teramo.
Die Gemeinde liegt rund 15 Kilometer vom Hauptort der Provinz, der Stadt Teramo und 22 Kilometer von der Adriaküste entfernt.

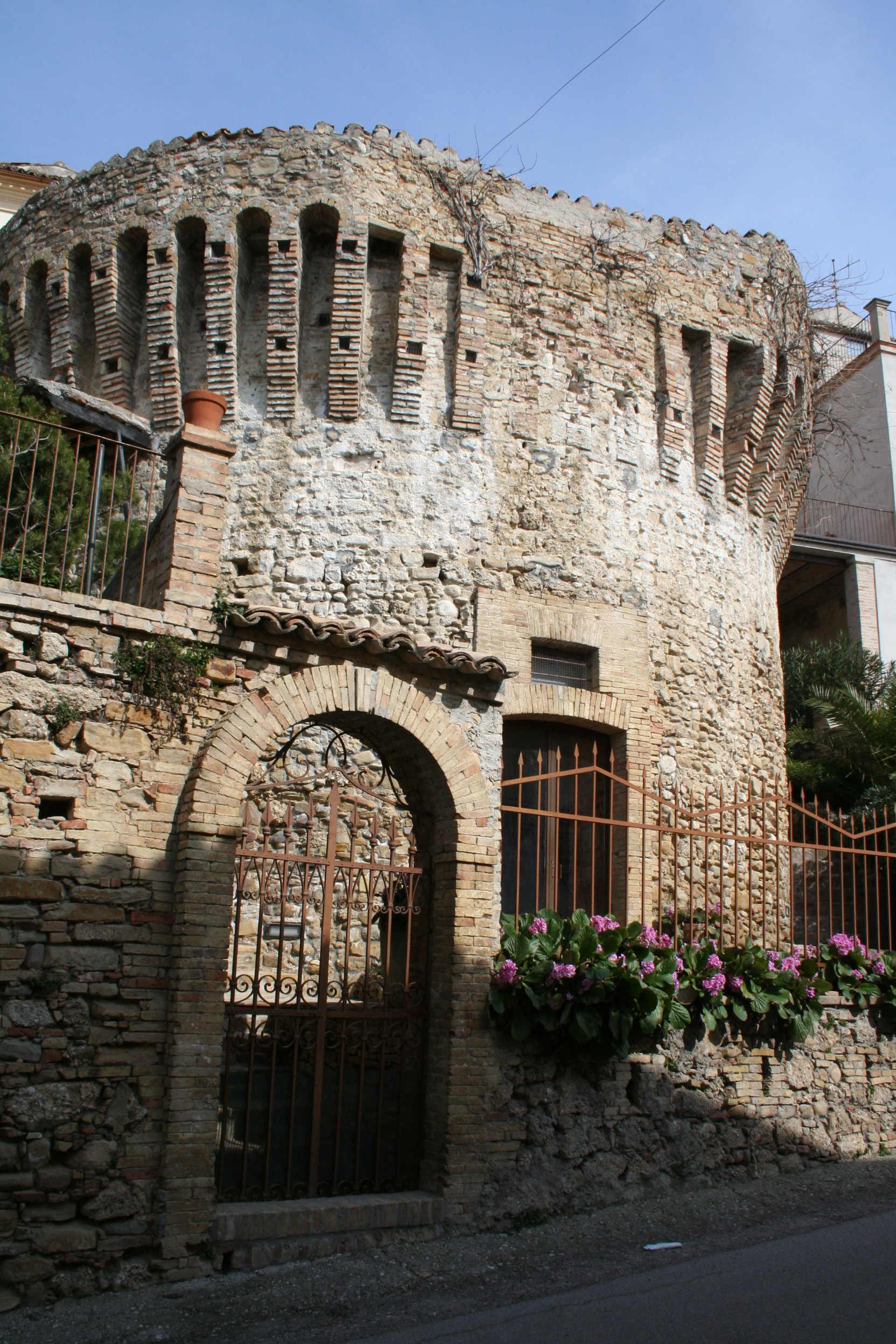
Turmbefestigung in Canzano aus dem 15. Jahrhundert

## Geschichte
Die Gegend war in römischer Zeit bewohnt und gehörte zur Siedlung Interamnia Pretuttiorum. Aus jener Zeit wurden Fundstücke bestehend aus Pfeilen und Feuerstein gefunden. Aus dem 9. Jahrhundert stammt eine große Nekropole mit zahlreichen Gräbern, die diverse Beigaben wie Schwerter, Dolche und Keramiken enthalten. Im Mittelalter entstanden in der Gegend mehrere Kirchtürme und Befestigungen. Die Turmbefestigung aus dem 15. Jahrhundert, die inklusive einer Mauer errichtet wurde, überstand die vergangenen Jahrhunderte als Fragment.

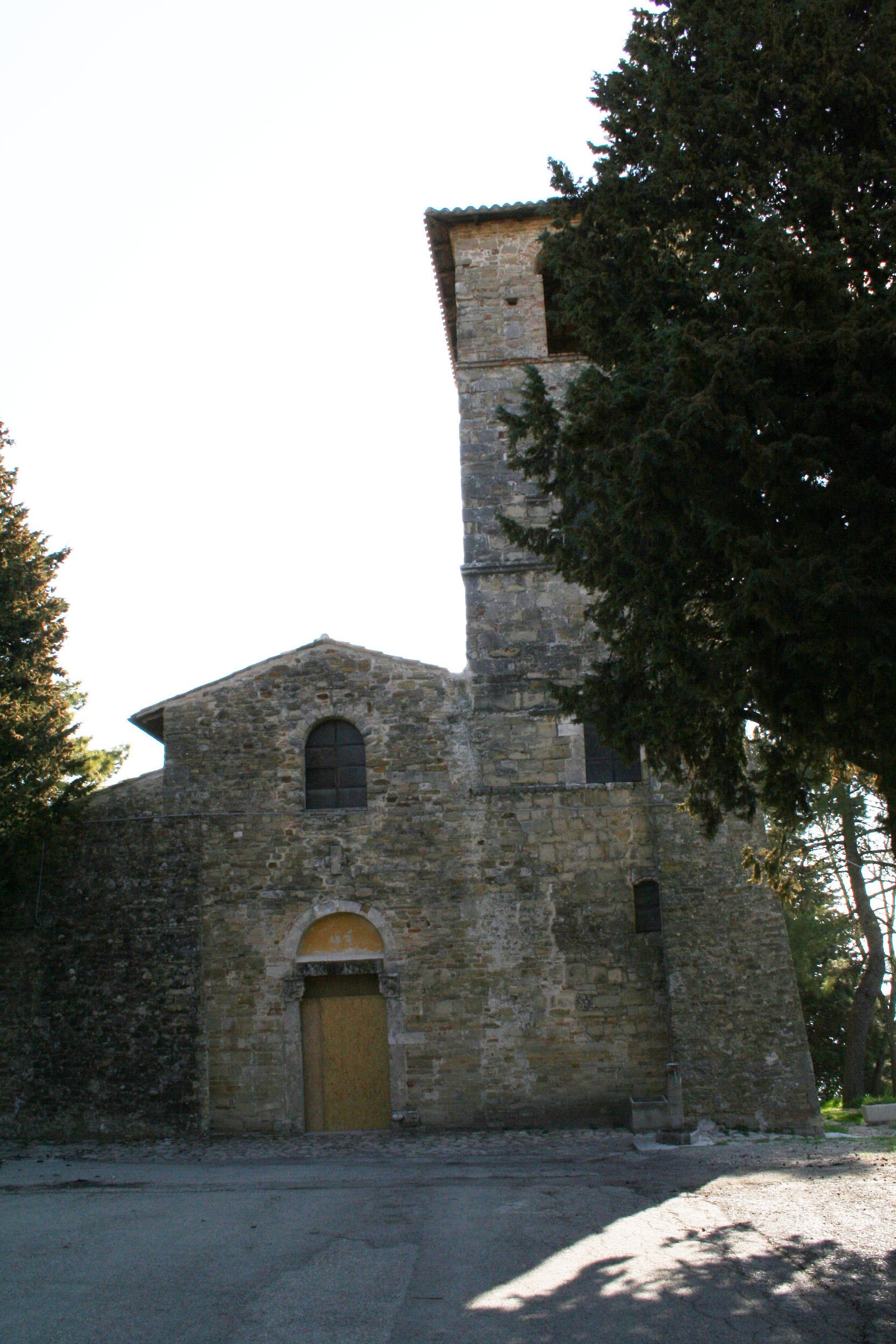
Chiesa di San Salvatore

Zu den ältesten Bauwerken in Canzano zählt die Chiesa di San Salvatore aus dem 12. Jahrhundert. Die im romanischen Stil erbaute Kirche liegt neben einem Friedhof und verfügt über eine Kapelle. Im 14. Jahrhundert ließ die Familie Acquaviva eine Stadtmauer um die Ortschaft errichten.

## Bevölkerungsentwicklung
| Jahr      | 1861 | 1881 | 1901 | 1921 | 1936 | 1951 | 1971 | 1991 | 2001 |
| Einwohner | 1690 | 1947 | 2272 | 2078 | 2305 | 2356 | 1821 | 1802 | 1809 |

Quelle: ISTAT

## Weinbau
In der Gemeinde werden Reben der Sorte Montepulciano für den DOC-Wein Montepulciano d’Abruzzo angebaut.